# Guatapé
Guatapé és un municipi del Departament d'Antioquia, Colòmbia. Forma part de la subregió de l'est d'Antioquia i es troba a 79 km de Medellín, capital del departament. Guatapé és envoltat al nord per Alexandria, San Rafael a l'est, i Granada i El Peñol al sud. Aquest poble és el lloc de reunió de Las Vegas, referint-se a les petites granges de la zona.
La ciutat és una gran atracció turística, especialment per als viatgers de Medellín. El Peñón de Guatapé, una gran roca que els visitants poden escalar, i els famosos zócalos (murals) que adornen diversos edificis atrauen molts turistes.

## Història
Abans que els conqueridors hispànics arribessin a la zona al segle xvi, aquest territori estava habitat per grups indígenes, alguns controlats per un cacic anomenat Guatapé. En el seu honor, la ciutat va rebre el seu nom. El nom "Guatapé", prové de la llengua quítxua, relacionada amb "pedres i aigua". Un altre nom que va tenir el poble en el passat era "La Ceja de Guatapé".
L'any 1714, els indígenes sota Guatapé d'aquesta regió es van agrupar en un refugi conegut com a "San Antonio de Remolinos Peñol". Les restes de la seva existència provenen d'urnes d'argila trobades a la població d'Alto Verde, i de diversos jaciments arqueològics encara no estudiats als pobles de La Peña, La Piedra, El Roble i El Rosario.
Guatapé va ser fundada el 4 d'octubre de 1811 per l'espanyol Don Francisco Giraldo y Jiménez. Va ser declarat municipi el setembre de 1867.
Guatapé ha canviat al llarg de la seva història. Era predominantment una ciutat agrícola que es basava en la ramaderia, l'agricultura i la mineria. Empresas Públicas de Medellín hi va construir un gran complex hidroelèctric als anys setanta. Aquest megaprojecte va produir grans impactes en el desenvolupament social, econòmic, polític, ambiental i cultural de la localitat. Amb la construcció d'aquesta presa, Guatapé es va convertir en un dels centres de producció elèctrica més importants del país.

## Demografia
Població total: 6.469 habitants (2015)
- Població urbana: 5.045
- Població rural: 1.424

Alfabetització: 92,3% (2005)
Ètnia: segons les xifres presentades pel cens DANE l'any 2005, la composició ètnica del municipi és la següent:
- Mestissos i blancs (99,96%)
- Afrocolombians (0,04 %)

## Llocs d'interès
- Calle del Recuerdo

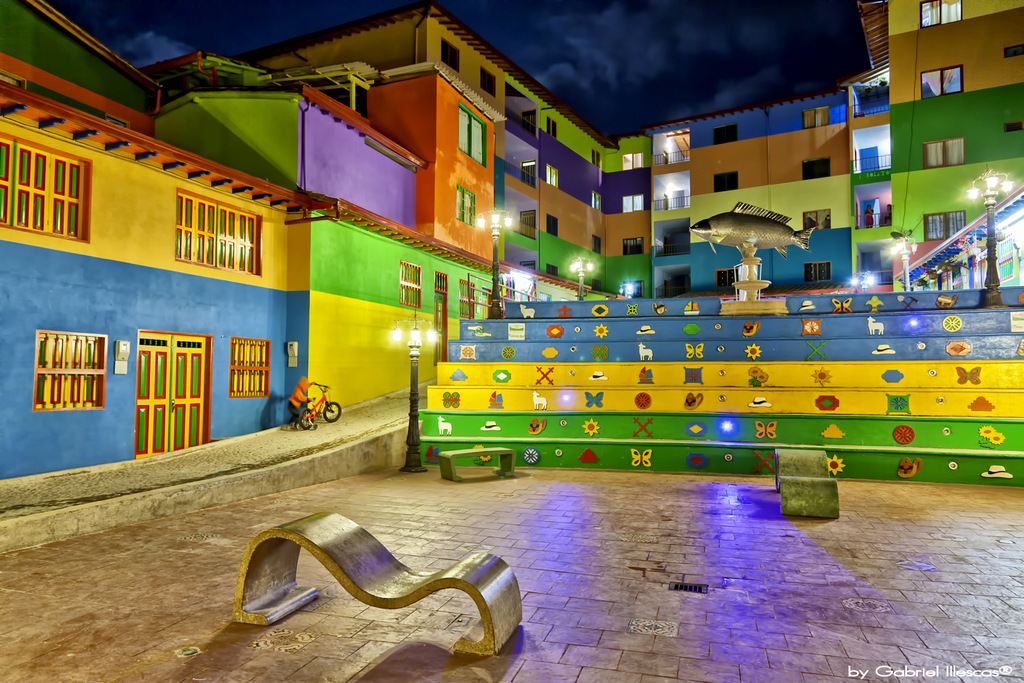
Façanes típiques de colors

- Església parroquial de Nostra Senyora del Carme
- Capella de la Mare de Déu de Santa Ana
- Museu Històric Comunitari.
- Pueblo de Zócalos
- Cascades

### La Roca

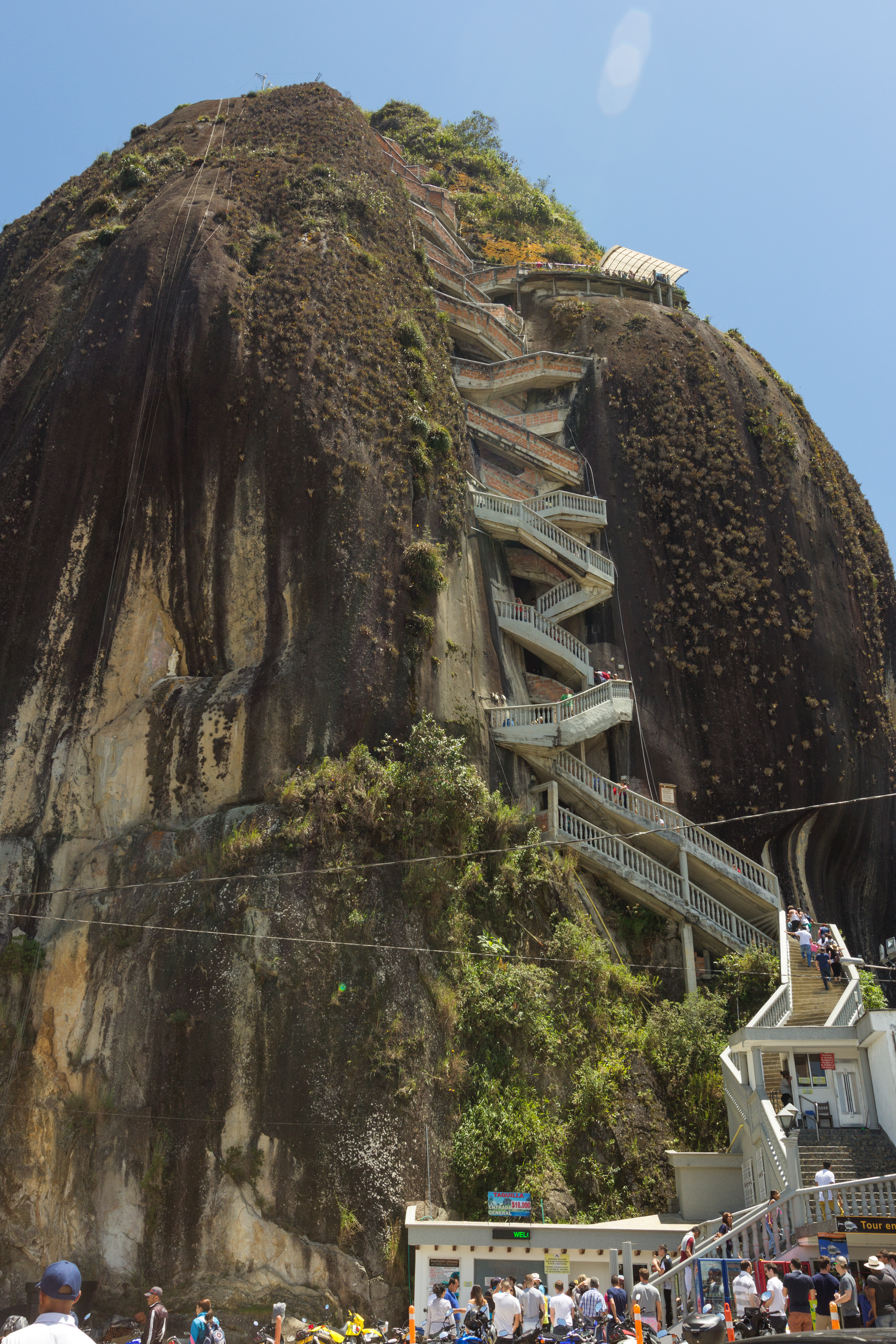
Roca de Guatapé

El Peñón de Guatapé és una formació rocosa que voreja un llac. Es va formar al llarg de la base rocosa d'Antioquia (batòlit d'antioquia), fa 70 milions d'anys. Amb dos terços de la seva alçada sota terra, la cara vertical exposada té més de 200 metres d'altitud i és visible des de tot el camp circumdant. Els visitants poden escalar la roca a través d'una escala construïda a un costat, un camí que inclou més de 649 esglaons fins al cim. A la part superior plana de la roca, els venedors de menjar ofereixen taules a l'aire lliure amb vistes que s'estenen fins a l'horitzó en totes direccions. A sobre dels venedors de menjar hi ha dues botigues de regals i una zona d'observació a l'aire lliure per veure l'espectacular paisatge.
També es poden visitar dos monestirs, que pertanyen a les Comunitats Benedictines. Els monjos es dediquen a rebre i compartir amb els visitants.
Hi ha molts ferris disponibles, per fer excursions per la presa i per visitar les illes conegudes com "The Fantasy Island Hotel", situat a 3 milles, al nord de la costa de Guatapé. També hi ha molts esports aquàtics extrems i tradicionals disponibles.
L'abril de 2009 es va planificar la construcció d'un aeroport per ultralleugers.

### Zocalos
Cada edifici té rajoles al llarg dels murs inferiors de la façana en colors vius i imatges dimensionades. Moltes de les rajoles estan lligades als productes que venen les botigues, o a les creences dels veïns. Altres són imatges culturals del patrimoni agrícola de la comunitat.

## Galeria

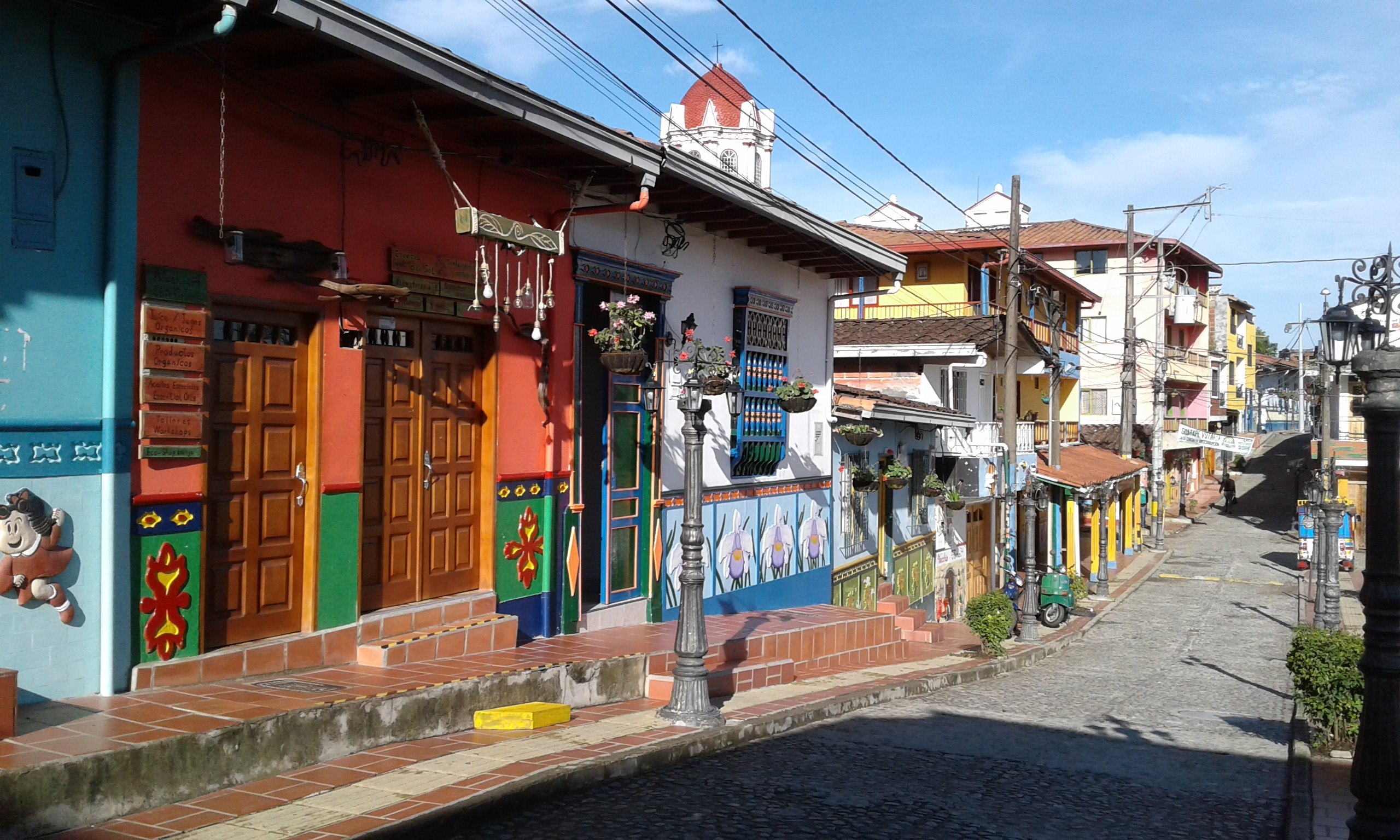
Escena de carrer típica de Guatapé
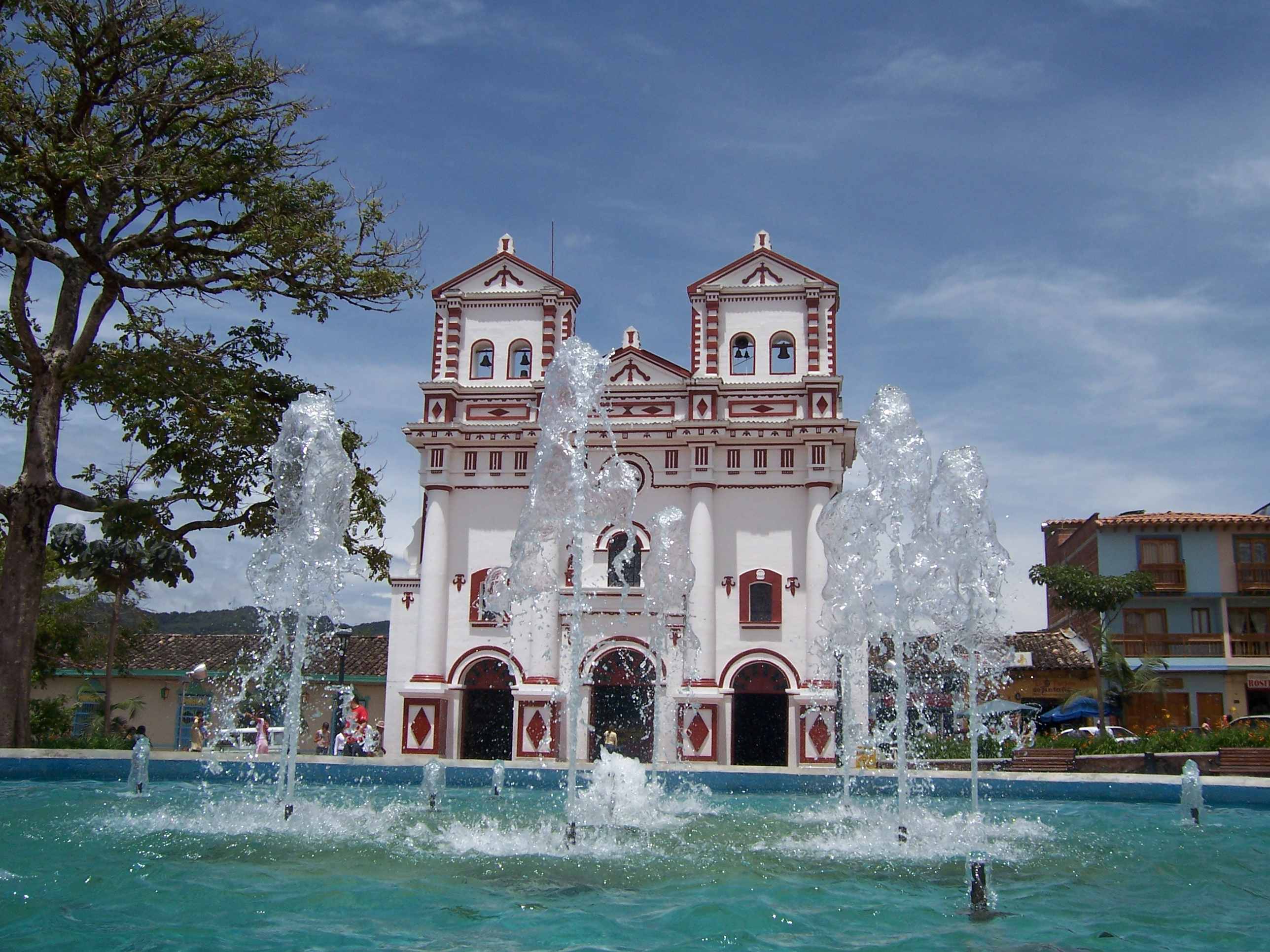
Església de la Mare de Déu del Carme
Mapa de barris i veredes